# Bothriechis lateralis
Bothriechis lateralis (víbora de palma verde, lora, lora venenosa) es una especie de víbora venenosa que habita en las montañas de Costa Rica, en el oeste de Panamá y algunas regiones de la selva peruana. No se conocen subespecies actualmente.

## Descripción
Los ejemplares adultos pueden superar los 100 cm de largo, pero generalmente miden menos de 80 cm de longitud. Estas son serpientes relativamente delgadas y tienen una cola prensil que les sirve para sujetarse a las ramas o troncos.
El patrón de color consiste en un verde esmeralda y un color de fondo verde azulado, recubierto con una serie de líneas amarillas verticales alternas en su parte superior. La escala de colores de estas líneas amarillas podría variar entre azul y negro. Su abdomen es de un color amarillo verdoso uniforme, bordeado a ambos lados por una franja color amarillo pálido a lo largo de  la parte inferior lateral del abdomen. 
La cabeza es de color verde uniforme en la parte superior y de un color azul o azul grisáceo en la parte post ocular. Puede poseer una banda post ocular pero comúnmente son poco definidas, especialmente en los adultos de gran tamaño. El iris es de color amarillo. 
A cada lado de la cabeza tiene una foseta loreal ubicada entre el ojo y el hocico, que sirve para detectar presas que emiten radiación infrarroja. La foseta loreal es una característica compartida con las demás víboras de foseta.

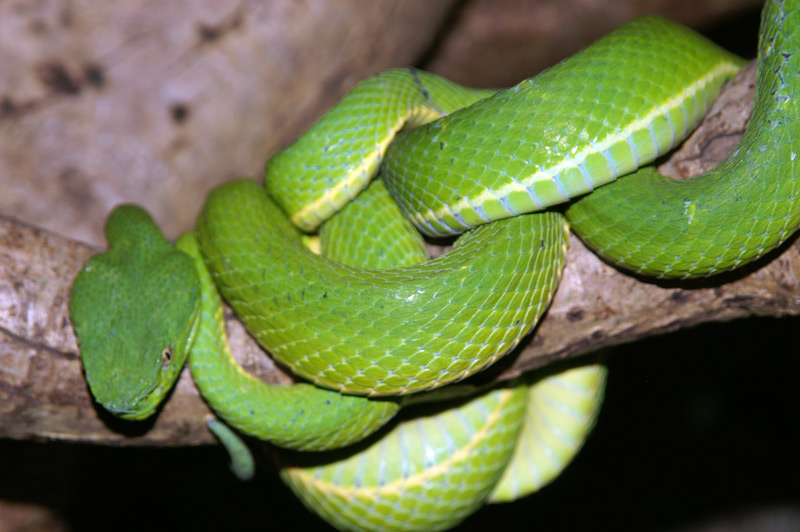
B. lateralis.

Los especímenes jóvenes son generalmente de color marrón con manchas marrones oscuras en la cabeza, con iris de color bronce, rayas post oculares, para vertebrales bordeadas de amarillo, y la punta de la cola de color amarilla o verde pálido. Los especímenes jóvenes en cautiverio mantienen este patrón de color alrededor de seis meses, después de que el color de fondo empieza a tornarse en un verde limón opaco y los bordes amarillos de las barras verticales para vertebrales se vuelven más prominentes. Se cree que el cambio a la coloración de adulto toma alrededor de 18-24 meses.
Al igual que muchas serpientes verdes, los adultos en cautiverio tienden a verse de color azul con el tiempo, aunque a veces también se encuentran especímenes azules en la naturaleza.

## Nombres comunes
Víbora de palma verde, lora, lora venenosa.

## Distribución geográfica

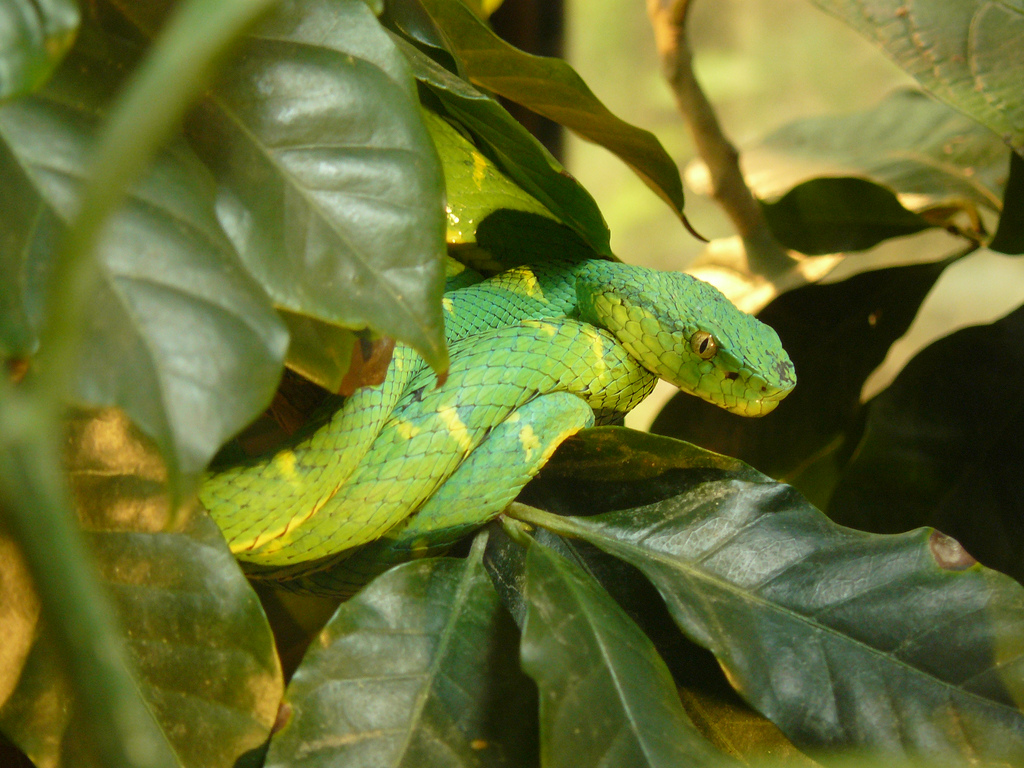
B. lateralis.

Se encuentran en las montañas de Costa Rica y el oeste de Panamá, incluyendo la Cordillera de Tilarán, la Cordillera Central y la Cordillera de Talamanca. En Panamá, en las provincias de Chiriquí y Veraguas. Habita a 700-1950 m de altitud. El tipo de localidad donde habita se conoce como "Costa Rica vom Vulcan Barbo [Volcán Barba] y  Veragua" Panamá.

## Hábitat
Se encuentra en el bosque montañoso, bosque húmedo montañoso y bosque montañoso lluvioso bajo. Aunque esta especie es capaz de sobrevivir en algunas áreas que han sido alteradas para fines agrícolas, tales como las plantaciones de café, parece que está desapareciendo lentamente de estos lugares. Por otra parte, es común verla en algunas áreas protegidas, donde las poblaciones parecen estar viviendo bastante bien.

## Comportamiento
Esta es una especie arbórea que pasa su tiempo en el follaje de los árboles y arbustos. A menudo se encuentra en la base de hojas de palma. Estas serpientes prefieren permanecer enroscadas y quietas, confiando en su camuflaje para evitar la detección, en lugar de defenderse agresivamente. Sin embargo, intentará morder con rapidez si se le toca.

## Alimentación
La cola prensil no sólo es utilizada como un ancla cuando está en reposo, sino también cuando quiere atrapar a su presa, que consiste generalmente en pequeñas aves, roedores, lagartijas y ranas.

## Veneno
Las mordeduras pueden ser graves, pero las muertes son raras. Un antiveneno polivalente para esta especie es producido por el Instituto Clodomiro Picado en Costa Rica.